# Magnus Jiborn
Magnus Jiborn, född 1964, är en svensk filosof, journalist och tidigare ordförande för Svenska freds- och skiljedomsföreningen.
Jiborn har arbetat som Debattredaktör och ledarskribent på Sydsvenskan. Han var ordförande för Svenska freds- och skiljedomsföreningen åren 1995–1998 och disputerade i praktisk filosofi vid Lunds universitet 1999. Har även arbetat som konsult på Westander PR. Han är även verksam i det egna företaget Jiborn Text & tanke AB.[källa behövs] Han arbetar även för den svenska stiftelsen Global Challenges Foundation 